# سايبريس
 سايبريس (بالإنجليزية: Cypress )‏ هي إحدى مدن مقاطعة أورانج، كاليفورنيا. تم إعطاؤها لقب مدينة في 24 يوليو، 1956. ابتداءً من يناير 2010، بلغ عدد سكانها 49,981 نسمة.

## التركيبة السكانية
حدّد مكتب تعداد الولايات المتحدة بيانات التركيبة السكانية لسايبريس في تعداد الولايات المتحدة. في ما يلي، التركيبة السكانية حسب تعدادي 2000 و2010.

### تعداد عام 2000
بلغ عدد سكان سايبريس 46,229 نسمة بحسب تعداد عام 2000، وبلغ عدد الأسر 15,654 أسرة وعدد العائلات 12,243 عائلة مقيمة في المدينة. في حين سجلت الكثافة السكانية 2,695.6 نسمة لكل كيلومتر مربع (6,981.6/ميل2). وبلغ عدد الوحدات السكنية 16,028 وحدة بمتوسط كثافة قدره 934.6 لكل كيلومتر مربع (2,420.6/ميل2).
وتوزع التركيب العرقي للمدينة بنسبة 65.61% من البيض و2.77% من الأمريكيين الأفارقة و0.59% من الأمريكيين الأصليين و20.81% من الأمريكيين ذوي الأصول الآسيوية و0.40% من سكان جزر المحيط الهادئ و5.44% من الأعراق الأخرى و4.38% من عرقين مختلطين أو أكثر و15.65% من الهسبانيون أو اللاتينيون من أي عرق.
بلغ عدد الأسر 15,654 أسرة كانت نسبة 43% منها لديها أطفال تحت سن الثامنة عشر تعيش معهم، وبلغت نسبة الأزواج القاطنين مع بعضهم البعض 60% من أصل المجموع الكلي للأسر، ونسبة 13.3% من الأسر كان لديها معيلات من الإناث دون وجود شريك، بينما كانت نسبة 4.9% من الأسر لديها معيلون من الذكور دون وجود شريكة وكانت نسبة 21.8% من غير العائلات. تألفت نسبة 17.6% من أصل جميع الأسر من عدة أفراد يعيشون في نفس المنزل ونسبة 6.6% كانت تتألف من شخص يعيش بمفرده يبلغ من العمر 65 عاماً أو أكثر. وبلغ متوسط حجم الأسرة المعيشية 2.93، أما متوسط حجم العائلات فبلغ 3.31.
بلغ العمر الوسطي للسكان 36.7 عاماً. وكانت نسبة 26.9% من القاطنين تحت سن الثامنة عشر، وكانت نسبة 7.8% بين الثامنة عشر والرابعة والعشرين عاماً، ونسبة 29.9% كانت واقعةً في الفئة العمرية ما بين الخامسة والعشرين والرابعة والأربعين عاماً، ونسبة 24.2% كانت ما بين الخامسة والأربعين والرابعة والستين، ونسبة 10.5% كانت ضمن فئة الخامسة والستين عاماً فما فوق. يوجد لكل 100 أنثى 94.7 ذكر، ويوجد لكل 100 أنثى في الثامنة عشر من عمرها فما فوق 90.2 ذكر.
بلغ متوسط دخل الأسرة في المدينة 64,377 دولارًا، أما متوسط دخل العائلة فبلغ 70,060 دولارًا. وكان متوسط دخل الذكور 50,781 دولارًا مقابل 36,337 دولارًا للإناث. وسجل دخل الفرد الخاص بالمدينة 25,798 دولارًا. وكانت نسبة 4.6% من العائلات ونسبة 6% من السكان تحت خط الفقر، وكان من هؤلاء نسبة 7.4% تحت سن الثامنة عشر ونسبة 5.1% في الخامسة والستين من العمر وما فوق.

### تعداد عام 2010
بلغ عدد سكان سايبريس 47,802 نسمة بحسب تعداد عام 2010، وبلغ عدد الأسر 15,654 أسرة وعدد العائلات 12,638 عائلة مقيمة في المدينة. في حين سجلت الكثافة السكانية 2,787.3 نسمة لكل كيلومتر مربع (7,219.1/ميل2). وبلغ عدد الوحدات السكنية 16,068 وحدة بمتوسط كثافة قدره 936.9 لكل كيلومتر مربع (2,426.6/ميل2).
وتوزع التركيب العرقي للمدينة بنسبة 54.39% من البيض و3.02% من الأمريكيين الأفارقة و0.60% من الأمريكيين الأصليين و31.33% من الأمريكيين ذوي الأصول الآسيوية و0.49% من سكان جزر المحيط الهادئ و5.22% من الأعراق الأخرى و4.94% من عرقين مختلطين أو أكثر و18.37% من الهسبانيون أو اللاتينيون من أي عرق.
بلغ عدد الأسر 15,654 أسرة كانت نسبة 41.4% منها لديها أطفال تحت سن الثامنة عشر تعيش معهم، وبلغت نسبة الأزواج القاطنين مع بعضهم البعض 61.3% من أصل المجموع الكلي للأسر، ونسبة 14.1% من الأسر كان لديها معيلات من الإناث دون وجود شريك، بينما كانت نسبة 5.3% من الأسر لديها معيلون من الذكور دون وجود شريكة وكانت نسبة 19.3% من غير العائلات. تألفت نسبة 15.3% من أصل جميع الأسر من عدة أفراد يعيشون في نفس المنزل ونسبة 6.4% كانت تتألف من شخص يعيش بمفرده يبلغ من العمر 65 عاماً أو أكثر. وبلغ متوسط حجم الأسرة المعيشية 3.02، أما متوسط حجم العائلات فبلغ 3.35.
بلغ العمر الوسطي للسكان 39.9 عاماً. وكانت نسبة 23.7% من القاطنين تحت سن الثامنة عشر، وكانت نسبة 9.8% بين الثامنة عشر والرابعة والعشرين عاماً، ونسبة 24.4% كانت واقعةً في الفئة العمرية ما بين الخامسة والعشرين والرابعة والأربعين عاماً، ونسبة 29.1% كانت ما بين الخامسة والأربعين والرابعة والستين، ونسبة 12.9% كانت ضمن فئة الخامسة والستين عاماً فما فوق. وتوزع التركيب الجنسي للسكان بنسبة 48.5% ذكور و51.5% إناث.

## أعلام
- ميخائيل بلاتشفورد
- جون ستاموس
- براندون ليرد
- جميل دوغلاس
- تايغر وودز